# Casa Senyorial de Renge
La Casa Senyorial de Reņģe (també nomenat: Casa Senyorial de Ruba) és una mansió a la històrica regió de Semigàlia, al Municipi de Saldus  de Letònia.

## Història
Construïda entre el 1800 i 1882 es troba a uns 2,5 km a l'oest del poble de Ruba i junt al pont del ferrocarril que creua el riu Vadakste al llarg de la frontera de Letònia i Lituània. L'edifici allotja l'escola primària Ruba.